# ۱۳۴۰ (خورشیدی)
سال ۱۳۴۰ هجری خورشیدی

## رویدادها
- ۱۸ آذر - هفت تپه - محمد رضا شاه پهلوی کارخانه قند خوزستان را می گشاید. این کارخانه در روز ۳۰۰ تن قند تولید می نماید.
- ۵ اسفند - تأسیس هواپیمایی ملی ایران با ادغام دو شرکت ایرانین ایرویز و پرشین ایرویز

## زادروزها
- ۱ فروردین - سعید کاظمی آشتیانی، موسس پژوهشکده رویان
- ۱۲ فروردین - مجید اوجی، تهیه‌کننده، (درگذشته ۱۳۹۸)
- ۸ اردیبهشت - چنگیز مهدی‌پور، نوازنده عاشیق ایرانی
- ۱ تیر - ابوالفضل پورعرب، بازیگر
- ۱ شهریور - محمدباقر قالیباف، سیاستمدار نظامی ایران و شهردار شهر تهران
- ۱ شهریور - محمدرضا زاهدی، سیاستمدار نظامی ایران
- ۱ مهر - ابراهیم حاتمی‌کیا، کارگردان، فیلم‌نامه‌نویس، تدوین‌گر و بازیگر
- ۷ آبان - فاطمه معتمدآریا، بازیگر
- ۱۰ دی - کتایون ریاحی، بازیگر
- ۹ اسفند - امیرعلی حاجی‌زاده، فرمانده نیروی هوافضای سپاه پاسداران انقلاب اسلامی (درگذشته ۱۴۰۴)

### تاریخ نامشخص
- سید پرویز فتاح، وزیر نیرو در دولت اول محمود احمدی‌نژاد؛ زاده شهر ارومیه
- الیزا جوهری، بازیگر

## مرگ‌ها
- ۱۰ فروردین - سید حسین طباطبائی بروجردی، مرجع تقلید (زاده ۱۲۵۴)
- ۴ خرداد - فرهاد ارژنگی، نوازنده تار (زاده ۱۳۱۷)
- ۲ تیر - اوانس اوگانیانس، اولین کارگردان ایرانی - ارمنی(زاده ۱۲۸۰)
- ۶ مرداد - صدیقه دولت‌آبادی، روزنامه‌نگار (زاده ۱۲۶۱)